# HD 200430
HD 200430，又名BD+14 4518，SAO 106796、HR 8057，是一颗恒星，视星等为6.31，位于銀經62.77，銀緯-20.58，其B1900.0坐标为赤經20h 58m 18.6s，赤緯+14° -20.58′ 6″。